# ایان هانتر (بازیگر)
ایان هانتر (انگلیسی: Ian Hunter؛ ۱۳ ژوئن ۱۹۰۰ – ۲۲ سپتامبر ۱۹۷۵) هنرپیشه اهل بریتانیا بود. وی بین سال‌های ۱۹۲۴ تا ۱۹۶۳ میلادی فعالیت می‌کرد.
از فیلم‌هایی که وی در آن نقش داشته است، می‌توان به ادوارد، پسرم، سست‌عفاف، فرشته سپید و رؤیای نیمه شب تابستان اشاره کرد.

## ازدواج
هانتر در سال 1917 با کاترین "کاشا" پرینگل ازدواج کرد. آنها صاحب دو پسر از جمله بازیگر رابین هانتر شدند .